# Dziadowo (przystanek kolejowy)
Dziadowo – zlikwidowany przystanek osobowy a dawniej stacja kolejowa w Dziadowie na linii kolejowej Pisz – Kolno, w powiecie piskim, w województwie warmińsko-mazurskim, w Polsce.